# Ana Sigüenza
Ana María Sigüenza Carbonell (nacida c. 1957) es una profesora y dirigente sindical anarcosindicalista española. Fue secretaria general de la Confederación Nacional del Trabajo (CNT) entre 2000 y 2003, convirtiéndose en la primera mujer en ser secretaria general de una central sindical nacional en España.

## Biografía
Se unió a la CNT en 1977 y trabajó inicialmente en la industria química antes de pasar a ser profesora. Trabajó como profesora de secundaria en Madrid, antes de jubilarse alrededor de 2018. Durante la transición española a la democracia, cuando el movimiento obrero español debatía sobre la participación en elecciones sindicales para los comité de empresa, se puso del lado de la oposición. Creía que la participación en los comités de empresa sería «el fin del sindicalismo español», postura que mantuvo más de 40 años después.
De octubre de 2000 a marzo de 2003, ejerció como secretaria general de la CNT. Se le atribuye el mérito de ser la primera mujer en ocupar el cargo de secretaria general de una central sindical nacional en España.Como secretaria general, supervisó la organización de los trabajadores autónomos y de los trabajadores de las pequeñas y medianas empresas; criticó a los principales sindicatos, como la Unión General de Trabajadores (UGT) y Comisiones Obreras (CC. OO.), por centrarse en un modelo obsoleto de organización industrial, que se centraba en los hombres de mayor edad en detrimento de los más jóvenes y las mujeres. También supervisó un aumento de la participación en los movimientos sociales, apoyando campañas contra los desalojos y liderando la huelga feminista de 2018 en España. También ha trabajado con la Confederación Internacional del Trabajo (CIT), que se separó de la Asociación Internacional de los Trabajadores (AIT) en 2016. En el caso de «Las 6 de La Suiza», seis cenetistas asturianas que habían sido condenadas a siete años de prisión por cargos de coerción y obstrucción a la justicia, Sigüenza apoyó su campaña de defensa y recurso ante el Tribunal Supremo, al considerar que no había «base legal» para su procesamiento.
En la década de 2010, Sigüenza comenzó a investigar la pedagogía progresista y a desarrollar una teoría libertaria de la pedagogía. Sus ideas pedagógicas eran explícitamente utópicas, pues escribió que «desde un punto de vista pedagógico, la utopía es necesaria porque ningún proyecto debe considerarse terminado, ni debe considerarse absolutamente perfecto; es un proceso interminable que las personas y las generaciones futuras continuarán construyendo o creando para responder mejor a sus necesidades y circunstancias de vida». En 2018, Sigüenza publicó un libro sobre pedagogía libertaria, en el que destacó que los métodos educativos anarquistas no deben reclamar neutralidad ni practicar el adoctrinamiento. Propuso que, si bien los roles de profesor y estudiante constituían una forma de «autoridad admisible», ambos roles debían ser temporales y abiertos a la alternancia.

## Obras selectas
Como autora
- Taller de música y danza en la escuela, en coautoría con Agustina Hernández Martín (1986) OCLC 1354426768
- Era que no era, en coautoría con Nacho Moliné (2000) OCLC 807771599
- Pedagogía libertaria (2018) ISBN 9788409054336; OCLC 1079399355

Como colaboradora
- La prensa en la escuela de M. J. Casas Ruiz-Medrano (1991) OCLC 1354429561
- Talleres de centro de F. Jiménez Jiménez (1991) OCLC 1354429799